# Wildhexe
Wildhexe (Originaltitel: Vildheks) ist ein dänischer Kinder- und Fantasyfilm von Kaspar Munk aus dem Jahr 2018. Er basiert hauptsächlich auf dem ersten Band der Buchreihe Vildheks (auf Deutsch erschienen unter dem Titel Wildhexe – Die Feuerprobe) der dänischen Kinderbuchautorin Lene Kaaberbøl, greift aber auch Elemente aus den Folgebänden auf. Das Drehbuch schrieben Poul Berg und Kaspar Munk.
Der Film hatte am 25. Oktober 2018 in Hamburg Kinopremiere und wurde neben dem Tallinn Black Nights Film Festival auf mehreren internationalen Kinder- und Jugendfilmfestivals gezeigt. 2019 wurde Flemming Nordkrog für die Filmmusik zu „Wildhexe“ mit dem dänischen Filmpreis Robert der Dänischen Filmakademie (Danmarks Film Akademi) in der Kategorie Beste Filmmusik ausgezeichnet.
Eingebettet in die fantastische Handlung beschäftigt der Film sich mit den Themen Außenseiter, Identität und dem Umgang mit der Natur. Die zwölfjährige Clara entdeckt, dass sie eine Wildhexe ist, die mit Tieren sprechen kann. Nach anfänglichem Widerstreben tritt sie ihre Zauberinnenlehre im Wald bei ihrer Hexentante an und kämpft mit zwei Freunden gegen die böse Hexe Chimära, die mit dem Blut der „Auserwählten“ Clara die mächtige und finstere Oberhexe Bravita zum Leben erwecken will, die darauf aus ist, die „wilde Welt“ zu unterwerfen.

## Handlung
Die zwölfjährige Clara lebt mit ihrer Mutter, einer Journalistin, in einer dänischen Stadt. Plötzlich häufen sich merkwürdige Begebenheiten: eine schwarze Katze folgt ihr überallhin, und ihr Geruchssinn wird unnatürlich scharf. In der Schule bewahrt sie so ihre eingebildete Mitschülerin Josefine davor, verdorbenen Fisch zu essen. Diese ist Anführerin einer angesagten Mädchenclique, zu der auch Clara gehören möchte. Ihre Freundschaft mit Oscar, der als Außenseiter zur Zielscheibe des Spotts wird, hält sie vor ihnen geheim. Im Gegensatz zu Clara findet er es überhaupt nicht wichtig, Teil einer Gruppe zu sein. Nach der Schule geraten Clara und Oscar in einen undurchdringlichen Nebel, in dem eine unheimliche Gestalt, die böse Hexe Chimära, ihr „Hexenkind, komm mit mir!“ zuruft. Als der Nebel sich lichtet, sagt Oskar ihren ersten Besuch bei ihm daheim unter Ausflüchten ab, aber Clara kann riechen, dass er lügt. Zuhause wird sie krank, nachdem sie im Fahrradkeller von der schwarzen Katze angegriffen wurde, die ihr den Weg versperrte und sich zwischen sie und die erneut auftauchende dunkle Gestalt stellte. In ihren Fieberträumen hört sie eine Stimme „Du bist die Auserwählte! Die Wilde Welt ruft nach dir.“ sagen. Am Morgen braut Isa, die Schwester ihrer Mutter, von der sie bis dahin nichts wusste, ihr einen fiebersenkenden Trank. Unterdessen wird an einem eisigen, unwirtlichen Ort die böse Chimära von einer im Eis gefangenen Kreatur beauftragt, Clara zu entführen, um sich mit deren Blut zu befreien und zu neuer Macht zu gelangen. Am Tag, als Clara wieder zur Schule gehen kann, dürfen die Schüler und Schülerinnen ihre Haustiere mitbringen. Sie kann mentalen Kontakt zu Josefines Chinchilla aufnehmen und lässt es auf seinen Wunsch auf dem Schulhof frei. Auf dem Heimweg klagt sie Oscar, dass sie sich wie ein Freak fühle, weil das Chinchilla mit ihr gesprochen und Josefine ihr die Freundschaft gekündigt habe.
Clara ahnt, dass ihre Mutter mehr über die seltsamen Vorkommnisse weiß. Sie drängt darauf, zu ihrer Tante Isa zu fahren, die mit ihrem Hund Tumpe in einem abgeschiedenen Haus im Wald lebt und angehende Wildhexen ausbildet, wie auch Clara eine sei, aber diese möchte „nur normal“ sein. Ihre Mutter und Tante beschließen, dass sie vorerst dort bleiben und lernen soll. Aus dem Wald heraus werden sie von Chimära beobachtet. Am nächsten Morgen erkundet Clara Haus und Garten, in dem verschiedene Waldtiere ein und aus gehen. Sie lernt Kahla kennen, eine Wildhexe in Ausbildung, und erfährt, dass Wildhexen „die Wächter der wilden Natur“ sind und jede Wildhexe ein Tier als Wildfreund und Helfer hat. Isa unterrichtet die Mädchen in ihrer Aufgabe, den Tieren zu helfen, lässt sie mit verbundenen Augen verletzte Tiere erspüren und unterweist sie im Wildgesang, der den Kontakt zur wilden Welt herstellt und Tiere herbeirufen kann. Isa glaubt, dass Claras Wildfreund die Katze sei, der sie im Fahrradkeller eigentlich beschützen wollte. Kahla wird später von ihrem Vater Meister Millaconda abgeholt, der auch Claras Mutter kennt. Die beiden verschwinden im Nebel, der einen magischen Weg für sie öffnet.
In den folgenden Tagen üben Clara und die gleichaltrige Kahla, die ihr eine gute Freundin wird, verschiedene Techniken und Clara erfährt mehr über ihre Familiengeschichte, so auch, dass ihre Großmutter im Kampf gegen die dunklen Kräfte gestorben ist und dass auch ihre Mutter in diesem Haus aufgewachsen ist, aber der Hexerei den Rücken gekehrt hat. Abends taucht auch wieder die schwarze Katze auf. Als Clara am nächsten Morgen allein im Haus ist, hört sie draußen Tumpe jaulen, verlässt den schützenden Hag, der Haus und Garten umgibt, und wird von der dunklen Hexe Chimära an einen finsteren Ort verschleppt. Chimära, die von der wilden Welt verbannt wurde, will Clara töten, um mit ihrem Blut die Oberhexe Bravita wiederzubeleben, wird aber von der auftauchenden schwarzen Katze aufgehalten und kann fliehen. Aufgrund des Ernstes der Lage werden Clara, ihre Mutter, Isa, Kahla und der überraschend aufgetauchte Oscar zu einem Treffen der Rabenmütter, des höchsten Rates der Wildhexen, gerufen. Die Rabenmütter kennen die Geschichte von Bravita und wissen, dass Clara auserwählt wurde, um die Wilde Welt zu retten. Sie soll Chimära töten, was sie entsetzt ablehnt. Zurück am Haus erkennt Clara, dass Oscar in Wirklichkeit ihr Wildfreund die Katze ist. Enttäuscht über die sie umgebenden Heimlichkeiten schickt sie ihn weg. Nachts erwacht sie vom Fauchen einer Katze und macht sich auf den Weg, um den entführten Oscar zu retten.
Sie sucht Hilfe bei den Rabenmüttern, schwört den Wildhexeneid und kann fürderhin auf deren Kräfte und Wissen zurückgreifen. Zusammen mit Kahla, die ebenfalls weggelaufen ist, erschafft sie einen magischen Pfad durch den Nebel. Clara muss sich ihrer Aufgabe stellen und geht allein in den Nebel. Sie trifft auf Chimära, die sie mit einem Bann belegt und ihr vor Bravitas Grab in die Hand schneidet. Schwarzer Nebel beginnt aus dem Grab zu steigen, als Claras Blut darauftropft. Als Clara den Bann abschüttelt, ergreift der Nebel Besitz von Chimäras Körper. Mit einem Wildgesang wehrt Clara die dunklen Mächte ab, zwingt Chimära zu verschwinden und Bravita wieder in ihr Grab. Am nächsten Tag verabschiedet sie sich von ihrem Wildfreund Oscar, Kahla und ihrer Tante, verspricht aber bald zurückkehren. Zurück in der Schule teilt sie der hochmütigen Josefine auf deren Worte „Du bist ja nicht normal, Clara“ mit: „Stimmt, ich bin eine Wildhexe“. Danach setzt sie sich zu einer Schülerin, die als Außenseiterin gilt und beginnt freundlich ein Gespräch.

## Festivals
Der Film wurde auf mehreren internationalen Filmfestivals gezeigt:
- November 2019: Chicago International Children’s Film Festival, USA
- Juli 2019: Tel Aviv International Children’s Film Festival, Israel
- Mai 2019: Zlín International Film Festival for Children & Youth
- April 2019: Kristiansand International Children’s Film Festival, Norwegen
- März 2019: BUFF-Filmfestival, Malmö, Schweden
- Dezember 2018: Poznań Ale Kino! International Children’s Film Festival, Polen
- November 2018: Tallinn Black Nights Film Festival, Estland
- Oktober 2018: Cinekid, Amsterdam, Niederlande
- September 2018: MICHEL Kinder und Jugend Filmfest[13]

## Rezeption

### Besetzung und Charaktere
Die böse Hexe Chimära wird von May Simón Lifschitz verkörpert. film.at, film-rezensionen.de und filmdienst.de urteilten, Chimära sei zwar schön anzusehen, aber für Kinder ab sechs Jahren zu furchteinflößend, da die Arbeit von Kostüm-, Masken- und Sound-Department zumindest optisch zum Gelingen der düsteren Szenen beigetragen hätten. Die Figur wirke widersprüchlich, da sie einerseits genug Macht zur Vernichtung der gesamten Wilden Welt habe, andererseits fast alle ihre Handlungen sie wie eine inkompetente aber ungefährliche Stümperin wirken ließen. Ihr fehlten zudem die Intriganz aus der Buchvorlage und die Tiefen einer bösen Gegenspielerin.
Die Hauptrolle der Clara wurde mit Gerda Lie Kaas besetzt, die Tochter von Nikolaj Lie Kaas und Enkelin von Preben Kaas. hanisauland.de, filmdienst.de und spielfilm.de befanden, sie spiele ihre Rolle „mit entwaffnender Unschuld und Natürlichkeit als Mädchen, das zwischen Staunen und Verwirrung schwankt“ und habe ihre erste Rolle in einem Spielfilm großartig gemeistert: die hervorragend besetzte Clara „verströmt einen spröden Charme und entzieht sich geschickt zwei gängigen Stereotypen in der Charakterisierung von Mädchenfiguren: Sie entspricht weder dem Klischee der rotzig-trotzigen, manchmal etwas penetrant aufsässigen Rothaarigen, noch ist sie das verschüchterte, unsichere graue Mäuschen, das erst mit viel Unterstützung seine eigene Stärke erkennt“.
Vera Mi Fernandez Bachmann verkörpert Kahla, die wie Clara auch bei einem Elternteil aufwächst, in der Ausbildung zur Wildhexe und im gleichen Alter ist, im Gegensatz zu Clara aber im Einklang mit ihrer Besonderheit. Albert Werner Rønhard spielt Claras Freund Oscar, den kinder-jugend-filmportal.de und mfa-film.de für eine der interessantesten Nebenfiguren hält, da er ein gutes Gegenbild zu vielen Charakteren in Kinder- und Jugendfilmen darstelle, der „selbstbewusst zu seiner Rolle als Einzelgänger“ steht und in seiner Außenseiterrolle kein Problem sieht. kino-zeit.de bemängelt die schwache Dynamik zwischen den Figuren der Kinder, die oft auf sehr platte Interaktionen reduziert sei, räumt aber ein, dass das nicht an den Darstellern liege, da vor allem Gerda Lie Kaas und Vera Mi Fernandez Bachmann überzeugend spielten. Albert Werner Rønhard als Oscar habe es schwerer, „weil er wohl vor allem den Auftrag hatte, mysteriös zu schauen. Das gelingt ihm freilich hervorragend“.
film.at und kinder-jugend-filmportal.de kritisieren die Eindimensionalität der Figuren, da der Film wie eine Exposition wirke: „Figuren werden eingeführt, weil sie vermutlich später eine große Rolle spielen sollen, bleiben aber weitestgehend noch Statist*innen“ und klischeehaft wie in einem Kindermärchen. Dagegen schätzt filmdienst.de die Charaktere tiefgründiger ein: „Claras Antagonistinnen sind keine lächerlichen Gestalten; Schmerz und Leid treten nicht nur im fantastischen Gewand, sondern auch innerhalb von familiären oder freundschaftlichen Beziehungen zutage, und zur Beschäftigung mit dem Leben in der Natur gehört auch der Umgang mit dem Tod“.

### Themen und Sujets
Ausgrenzung, Anderssein und Identität sind Themen, die im Film aufgegriffen werden. Als Clara mit dem Erwachen ihrer übernatürlichen Fähigkeiten zur Außenseiterin wird, findet der Film „damit ein Kernthema, das über die Fantasygeschichte hinausreicht und viel mit der alltäglichen Lebenserfahrung von Kindern und Jugendlichen zu tun hat“, urteilt mfa-film.de. Dabei folgt Regisseur Munk der Buchvorlage, sät „Zweifel an der wohlgeordneten Wirklichkeit, kleine Geheimnisse, beiläufige Sinnestäuschungen, merkwürdige Begegnungen“, statt in ein klassisches Pubertätsdrama abzubiegen, befindet cinetastic.de. Der Film zeigt „mit einem Hauch Coming-of-Age“ Claras Entwicklung zur Eigenständigkeit durch ihr Zusammentreffen mit Gleichaltrigen, die ebenfalls anders sind. In Gesellschaft von Oscar und Kahla fühlt sie sich in ihrer Andersartigkeit akzeptiert. Am Ende des Films werden die Themen Außenseiter und Identität noch einmal thematisiert, als Clara ihre neue Rolle selbstbewusst annimmt, unbekümmert darüber, dass die anderen Mädchen sie als Außenseiterin wahrnehmen, und stolz auf ihre Fähigkeiten. Zwar bediene der Film durch die „Kombination von weiblicher Zauberkunst mit Naturverbundenheit“ ein überholtes Geschlechter-Stereotyp, das aber nicht vertieft wird. So gehören etwa dem Rat der Rabenmütter auch einige Männer als Hexer an.
Durch seine Bildsprache transportiert der Film „ohne pädagogischen Zeigefinger“ „angenehm unaufdringlich“ seine ökologische Botschaft: Bewahrung und Achtung vor der Natur, der Pflanzen- und der Tierwelt, urteilen mfa-film.de, kinder-jugend-filmportal.de und hanisauland.de. Dies gelingt einerseits durch aus der Vogelperspektive aufgenommene Panoramaeinstellungen und Cinemascope-Aufnahmen von weiten Graslandschaften und erhabenen unberührten Wäldern, andererseits durch die stimmungsvolle Darstellung des Lebens in Isas abgeschiedenem Haus. Es wirke zauberhaft und magisch, „weil es Teil der natürlichen Umwelt zu sein scheint und die Grenzen aufgehoben werden“, eine „Zwischenwelt, in der die Harmonie zwischen Mensch, Flora und Fauna möglich scheint“ und die zum Nachdenken über das Verhältnis von Mensch und Umwelt anrege, befinden mfa-film.de und kinder-jugend-filmportal.de. cinetastic.de verortet in dem Film mehr als ein Öko-Märchen, da sich die Besonderheiten von Isas Welt nicht auf die bloße Wildhüterfunktion reduzieren lassen. Neben dem mitschwingenden Öko-Touch stecke „auch eine Magie in diesem Wildhexen-Universum, die sich nicht eins zu eins ausdeuten lässt. Dunkle Mächte haben darin ihren Platz, Urängste und die Tiefen des Unbewussten“. Es erinnere „an archaische Legenden und Sagen, an Märchenbilder über Hexen, die im Wald leben und mit Raben sprechen“, findet spielfilm.de.
Dabei verzichtet der Film über weite Strecken auf aufwändige Kulissenbauten und mischt ansonsten reale Aufnahmen und visuelle Effekte. Regisseur Munk hat hauptsächlich mit echten Tieren gedreht, wie etwa die Szenen mit Bär und Katze, für die insgesamt sechs Katzen zum Einsatz kamen, und so eine authentische Welt rund um die Wildhexen erstehen lassen. Statt vieler Spezialeffekte setzt der Film zum Spannungsaufbau auf wabernde Nebel, geheimnisvolle Schattenspiele, mystische Lichtstimmungen und durch düstere Farbtöne bestimmte Bilder. Der Verzicht auf digitale Spezialeffekte führe allerdings dazu, „dass die Darstellung der Hexenkräfte manchmal ins Esoterische zu kippen droht“, kritisiert filmdienst.de.

### Einordnung und Zielgruppe
Die FSK schreibt in ihrer Freigabebegründung, der Film sei „kindgerecht gestaltet und eher ruhig und ohne größere Effekte inszeniert.“ Die stimmig in die Handlung eingebetteten bedrohlichen Szenen könnten von Kindern im Grundschulalter problemlos verarbeitet werden. Zudem trage die positive Hauptfigur dazu bei, Kinder ab 6 Jahren emotional nicht zu überfordern. Auch film.at hält den Film für Kinder ab sechs Jahren für geeignet, da ihm für einen Jugendfilm Action und Coming-of-Age-Themen fehlten und er „erzählerisch eher auf dem Niveau guter TV-Märchenfilme“ bleibe.
Demgegenüber benennt filmdienst.de Kinder ab neun oder zehn Jahren als Zielgruppe, die bereits über eine „gewisse Genrekompetenz“ verfügen. Für jüngere, durch Hexe Lilli oder Bibi Blocksberg an harmlose alltagsnahe Settings gewöhnte Kinder seien viele Szenen zu bedrohlich. Zudem „hätte ein wenig mehr Klarheit über die Prämissen der Wildhexenwelt gutgetan“, auch wenn „eine Stärke der Inszenierung in ihren sparsamen Dialogen“ liege. film-rezensionen.de vermutet, dass Kinder ab zehn von den bedrohlichen Gestalten nicht mehr eingeschüchtert seien, stattdessen aber die „poröse Geschichte doch schon zu langweilig sein könnte“.
Nach Einschätzung von spielfilm.de beginnt die jugendliche Zielgruppe erst bei Zehn- bis Zwölfjährigen. Die magische Welt stecke voller düsterer und gruseliger Geheimnisse, aber die stimmungsvolle Inszenierung des Guten „mit Tante Isas Hexenhäuschen in der Idylle des Waldes verleiht dem Film einen ausgeprägten Wohlfühlcharakter“, so dass die schweren, düsteren Anteile der Geschichte nicht zu stark ins Gewicht fallen. Auch das Kinder- und Jugend-Filmportal des Deutschen Kinder- und Jugendfilmzentrums (KJF) befindet, der Film richte sich an Zehn- bis Dreizehnjährige, der schon in der ersten Szene eine unheimliche Stimmung aufbaue und „über die spannenden fantastischen Elemente hinaus auch über die ersten Schritte ins Jugendalter und über einen Reifungsprozess“ der Hauptfigur erzähle. Da der Film über weite Strecken Bildsprache und dramaturgische Kniffe des Thrillers verwende, sei er selbst für Erwachsene interessant, urteilt cinetastic.de.